# Lijst van Belgische regeringen
Tot 1993 was België een unitaire staat. In dat jaar werd de derde fase afgerond van een staatshervorming die was ingezet in 1970 en werd België formeel een federale staat. De onderstaande tabel geeft een overzicht van zowel de nationale als de Belgische federale regeringen sinds de Belgische Revolutie.

## Lijst
| Nr. | Regering                | Premier                                        | Partijen                                            | Van               | Tot               | Dagen |
| --- | ----------------------- | ---------------------------------------------- | --------------------------------------------------- | ----------------- | ----------------- | ----- |
| -   | Voorlopig Bewind        | Louis de Potter                                | Unionistisch                                        | 24 september 1830 | 25 februari 1831  | 154   |
| 1   | Goblet                  | Etienne de Gerlache                            | Unionistisch                                        | 26 februari 1831  | 23 maart 1831     | 25    |
| 2   | De Sauvage              | Joseph Lebeau                                  | Liberalen                                           | 23 maart 1831     | 21 juli 1831      | 120   |
| 3   | De Mûelenaere           | Felix de Mûelenaere                            | Unionistisch                                        | 26 juli 1831      | 17 september 1832 | 419   |
| 4   | Goblet-Lebeau           | Albert Goblet d'Alviella                       | Unionistisch                                        | 20 oktober 1832   | 1 augustus 1834   | 650   |
| 5   | De Theux de Meylandt I  | Barthélemy de Theux de Meylandt                | Unionistisch                                        | 4 augustus 1834   | 18 april 1840     | 2084  |
| 6   | Lebeau                  | Joseph Lebeau                                  | Liberalen                                           | 18 april 1840     | 13 april 1841     | 360   |
| 7   | De Mûelenaere-Nothomb   | Jean-Baptiste Nothomb                          | Unionistisch                                        | 13 april 1841     | 16 april 1843     | 733   |
| 8   | Nothomb                 | Jean-Baptiste Nothomb                          | Unionistisch                                        | 16 april 1843     | 30 juli 1845      | 836   |
| 9   | Van de Weyer            | Sylvain Van de Weyer                           | Unionistisch                                        | 30 juli 1845      | 2 maart 1846      | 215   |
| 10  | De Theux de Meylandt II | Barthélemy de Theux de Meylandt                | Katholieken                                         | 31 maart 1846     | 12 augustus 1847  | 499   |
| 11  | Rogier I                | Charles Rogier                                 | Liberalen                                           | 12 augustus 1847  | 28 september 1852 | 1874  |
| 12  | De Brouckère            | Henri de Brouckère                             | Liberalen                                           | 31 oktober 1852   | 30 maart 1855     | 880   |
| 13  | De Decker               | Pierre de Decker                               | Unionistisch                                        | 30 maart 1855     | 9 november 1857   | 955   |
| 14  | Rogier II               | Charles Rogier                                 | Liberalen                                           | 9 november 1857   | 21 december 1867  | 3694  |
| 15  | Frère-Orban I           | Walthère Frère-Orban                           | Liberalen                                           | 3 januari 1868    | 16 juni 1870      | 895   |
| 16  | D'Anethan               | Jules Joseph d'Anethan                         | Katholieke Partij                                   | 2 juli 1870       | 7 december 1871   | 523   |
| 17  | De Theux-Malou          | Barthélemy de Theux de Meylandt en Jules Malou | Katholieke Partij                                   | 7 december 1871   | 11 juni 1878      | 2378  |
| 18  | Frère-Orban II          | Walthère Frère-Orban                           | Liberalen                                           | 18 juni 1878      | 10 juni 1884      | 2184  |
| 19  | Malou                   | Jules Malou                                    | Katholieke Partij                                   | 16 juni 1884      | 26 oktober 1884   | 132   |
| 20  | Beernaert               | Auguste Beernaert                              | Katholieke Partij                                   | 26 oktober 1884   | 26 maart 1894     | 3438  |
| 21  | De Burlet               | Jules de Burlet                                | Katholieke Partij                                   | 26 maart 1894     | 25 februari 1896  | 701   |
| 22  | De Smet de Naeyer I     | Paul de Smet de Naeyer                         | Katholieke Partij                                   | 25 februari 1896  | 23 januari 1899   | 1063  |
| 23  | Vandenpeereboom         | Jules Vandenpeereboom                          | Katholieke Partij                                   | 24 januari 1899   | 31 juli 1899      | 188   |
| 24  | De Smet de Naeyer II    | Paul de Smet de Naeyer                         | Katholieke Partij                                   | 5 augustus 1899   | 12 april 1907     | 2806  |
| 25  | De Trooz                | Jules de Trooz                                 | Katholieke Partij                                   | 1 mei 1907        | 31 december 1907  | 244   |
| 26  | Schollaert              | Frans Schollaert                               | Katholieke Partij                                   | 9 januari 1908    | 8 juni 1911       | 1246  |
| 27  | De Broqueville I        | Charles de Broqueville                         | Katholieke Partij                                   | 18 juni 1911      | 18 januari 1916   | 1675  |
| 28  | De Broqueville II       | Charles de Broqueville                         | Katholieke Partij, Liberalen, Socialisten           | 19 januari 1916   | 1 juni 1918       | 845   |
| 29  | Cooreman                | Gerhard Cooreman                               | Katholieke Partij, Liberalen, Socialisten           | 1 juni 1918       | 21 november 1918  | 173   |
| 30  | Delacroix I             | Léon Delacroix                                 | Katholieke Partij, Liberalen, Socialisten           | 21 november 1918  | 17 november 1919  | 361   |
| 31  | Delacroix II            | Léon Delacroix                                 | Katholieke Partij, Liberalen, Socialisten           | 2 december 1919   | 3 november 1920   | 337   |
| 32  | Carton de Wiart         | Henri Carton de Wiart                          | Katholieke Partij, Liberalen, Socialisten           | 20 november 1920  | 20 november 1921  | 365   |
| 33  | Theunis I               | Georges Theunis                                | Katholieke Partij, Liberalen                        | 16 december 1921  | 29 juni 1923      | 560   |
| 34  | Theunis II              | Georges Theunis                                | Katholieke Partij, Liberalen                        | 29 juni 1923      | 11 maart 1924     | 256   |
| 35  | Theunis III             | Georges Theunis                                | Katholieke Partij, Liberalen                        | 11 maart 1924     | 13 mei 1925       | 428   |
| 36  | Van de Vyvere           | Aloys Van de Vyvere                            | Katholieke Partij                                   | 13 mei 1925       | 17 juni 1925      | 35    |
| 37  | Poullet                 | Prosper Poullet                                | Katholieke Partij, Socialisten                      | 17 juni 1925      | 19 mei 1926       | 336   |
| 38  | Jaspar I                | Henri Jaspar                                   | Katholieke Partij, Liberalen, Socialisten           | 20 mei 1926       | 21 november 1927  | 550   |
| 39  | Jaspar II               | Henri Jaspar                                   | Katholieke Partij, Liberalen                        | 22 november 1927  | 4 december 1929   | 743   |
| 40  | Jaspar III              | Henri Jaspar                                   | Katholieke Partij, Liberalen                        | 4 december 1929   | 6 juni 1931       | 549   |
| 41  | Renkin I                | Jules Renkin                                   | Katholieke Partij, Liberalen                        | 6 juni 1931       | 23 mei 1932       | 352   |
| 42  | Renkin II               | Jules Renkin                                   | Katholieke Partij, Liberalen                        | 23 mei 1932       | 22 november 1932  | 183   |
| 42  | De Broqueville III      | Charles de Broqueville                         | Katholieke Partij, Liberalen                        | 22 oktober 1932   | 17 december 1932  | 56    |
| 43  | De Broqueville IV       | Charles de Broqueville                         | Katholieke Partij, Liberalen                        | 17 december 1932  | 12 juni 1934      | 542   |
| 44  | De Broqueville V        | Charles de Broqueville                         | Katholieke Partij, Liberalen                        | 12 juni 1934      | 20 november 1934  | 161   |
| 45  | Theunis IV              | Georges Theunis                                | Katholieke Partij, Liberalen                        | 20 november 1934  | 19 maart 1935     | 119   |
| 46  | Van Zeeland I           | Paul van Zeeland                               | Katholieke Partij, Liberalen, Socialisten           | 25 maart 1935     | 26 mei 1936       | 428   |
| 47  | Van Zeeland II          | Paul van Zeeland                               | Katholiek Blok, Liberalen, Socialisten              | 13 juni 1936      | 25 oktober 1937   | 499   |
| 48  | Janson                  | Paul-Emile Janson                              | Katholiek Blok, Liberalen, Socialisten              | 23 november 1937  | 13 mei 1938       | 171   |
| 49  | Spaak I                 | Paul-Henri Spaak                               | Katholiek Blok, Liberalen, Socialisten              | 15 mei 1938       | 21 februari 1939  | 270   |
| 50  | Pierlot I               | Hubert Pierlot                                 | Katholiek Blok, Socialisten                         | 22 februari 1939  | 18 april 1939     | 55    |
| 51  | Pierlot II              | Hubert Pierlot                                 | Katholiek Blok, Liberalen                           | 18 april 1939     | 3 september 1939  | 138   |
| 52  | Pierlot III             | Hubert Pierlot                                 | Katholiek Blok, Liberalen, Socialisten              | 3 september 1939  | 5 januari 1940    | 124   |
| 53  | Pierlot IV              | Hubert Pierlot                                 | Katholiek Blok, Liberalen, Socialisten              | 5 januari 1940    | 31 oktober 1940   | 300   |
| 54  | Pierlot V               | Hubert Pierlot                                 | Katholiek Blok, Liberalen, Socialisten              | 31 oktober 1940   | 21 september 1944 | 1421  |
| 55  | Pierlot VI              | Hubert Pierlot                                 | Katholiek Blok, Liberalen, Socialisten, Communisten | 27 september 1944 | 12 december 1944  | 76    |
| 56  | Pierlot VII             | Hubert Pierlot                                 | Katholiek Blok, Liberalen, Socialisten              | 12 december 1944  | 12 februari 1945  | 62    |
| 57  | Van Acker I             | Achille Van Acker                              | BSP/PSB, Katholiek Blok, Liberalen, KPB/PCB         | 12 februari 1945  | 2 augustus 1945   | 171   |
| 58  | Van Acker II            | Achille Van Acker                              | BSP/PSB, UDB, Liberalen, KPB/PCB                    | 2 augustus 1945   | 13 maart 1946     | 223   |
| 59  | Spaak II                | Paul-Henri Spaak                               | BSP/PSB                                             | 13 maart 1946     | 31 maart 1946     | 18    |
| 60  | Van Acker III           | Achille Van Acker                              | BSP/PSB, Liberalen, KPB/PCB                         | 31 maart 1946     | 3 augustus 1946   | 125   |
| 61  | Huysmans                | Camille Huysmans                               | BSP/PSB, Liberalen, KPB/PCB                         | 3 augustus 1946   | 20 maart 1947     | 229   |
| 62  | Spaak III               | Paul-Henri Spaak                               | PSB/BSP, CVP/PSC                                    | 20 maart 1947     | 27 november 1948  | 618   |
| 63  | Spaak IV                | Paul-Henri Spaak                               | BSP/PSB, CVP/PSC                                    | 27 november 1948  | 11 augustus 1949  | 257   |
| 64  | G. Eyskens I            | Gaston Eyskens                                 | CVP/PSC, Liberalen                                  | 11 augustus 1949  | 8 juni 1950       | 301   |
| 65  | Duvieusart              | Jean Duvieusart                                | PSC/CVP                                             | 8 juni 1950       | 16 augustus 1950  | 69    |
| 66  | Pholien                 | Joseph Pholien                                 | PSC/CVP                                             | 16 augustus 1950  | 15 januari 1952   | 517   |
| 67  | Van Houtte              | Jean van Houtte                                | CVP/PSC                                             | 15 januari 1952   | 23 april 1954     | 829   |
| 68  | Van Acker IV            | Achille Van Acker                              | BSP/PSB, Liberalen                                  | 23 april 1954     | 26 juni 1958      | 1525  |
| 69  | G. Eyskens II           | Gaston Eyskens                                 | CVP/PSC                                             | 26 juni 1958      | 6 november 1958   | 133   |
| 70  | G. Eyskens III          | Gaston Eyskens                                 | CVP/PSC, Liberalen                                  | 6 november 1958   | 25 april 1961     | 901   |
| 71  | Lefèvre                 | Théo Lefèvre                                   | CVP/PSC, BSP/PSB                                    | 25 april 1961     | 28 juli 1965      | 1555  |
| 72  | Harmel                  | Pierre Harmel                                  | PSC/CVP, BSP/PSB                                    | 28 juli 1965      | 19 maart 1966     | 234   |
| 73  | Vanden Boeynants I      | Paul Vanden Boeynants                          | CVP/PSC, PVV/PLP                                    | 19 maart 1966     | 17 juni 1968      | 821   |
| 74  | G. Eyskens IV           | Gaston Eyskens                                 | CVP/PSC, BSP/PSB                                    | 17 juni 1968      | 20 januari 1972   | 1312  |
| 75  | G. Eyskens V            | Gaston Eyskens                                 | CVP/PSC, BSP/PSB                                    | 20 januari 1972   | 26 januari 1973   | 372   |
| 76  | Leburton                | Edmond Leburton                                | BSP/PSB, CVP/PSC, PVV/PLP                           | 26 januari 1973   | 25 april 1974     | 454   |
| 77  | Tindemans I             | Leo Tindemans                                  | CVP/PSC, PVV/PLP                                    | 25 april 1974     | 11 juni 1974      | 1142  |
| 78  | Tindemans II            | Leo Tindemans                                  | CVP/PSC, PVV/PLP, RW                                | 11 juni 1974      | 9 maart 1977      | 495   |
| 79  | Tindemans III           | Leo Tindemans                                  | CVP/PSC, PVV/PLP                                    | 6 maart 1977      | 18 april 1977     | 43    |
| 80  | Tindemans IV            | Leo Tindemans                                  | CVP/PSC, BSP/PSB, VU, FDF                           | 3 juni 1977       | 11 oktober 1978   | 465   |
| 81  | Vanden Boeynants II     | Paul Vanden Boeynants                          | CVP/PSC, BSP/PSB, VU, FDF                           | 20 oktober 1978   | 3 april 1979      | 165   |
| 82  | Martens I               | Wilfried Martens                               | CVP/PSC, SP/PS, FDF                                 | 3 april 1979      | 23 januari 1980   | 295   |
| 83  | Martens II              | Wilfried Martens                               | CVP/PSC, SP/PS                                      | 23 januari 1980   | 18 mei 1980       | 116   |
| 84  | Martens III             | Wilfried Martens                               | CVP/PSC, SP/PS, PVV/PRL                             | 18 mei 1980       | 22 oktober 1980   | 157   |
| 85  | Martens IV              | Wilfried Martens                               | CVP/PSC, SP/PS                                      | 22 oktober 1980   | 6 april 1981      | 166   |
| 86  | M. Eyskens              | Mark Eyskens                                   | CVP/PSC, SP/PS                                      | 6 april 1981      | 17 december 1981  | 255   |
| 87  | Martens V               | Wilfried Martens                               | CVP/PSC, PVV/PRL                                    | 17 december 1981  | 28 november 1985  | 1442  |
| 88  | Martens VI              | Wilfried Martens                               | CVP/PSC, PVV/PRL                                    | 28 november 1985  | 21 oktober 1987   | 692   |
| 89  | Martens VII             | Wilfried Martens                               | CVP/PSC, PVV/PRL                                    | 21 oktober 1987   | 9 mei 1988        | 201   |
| 90  | Martens VIII            | Wilfried Martens                               | CVP/PSC, SP/PS, VU                                  | 9 mei 1988        | 29 september 1991 | 1238  |
| 91  | Martens IX              | Wilfried Martens                               | CVP/PSC, SP/PS                                      | 29 september 1991 | 7 maart 1992      | 160   |
| 92  | Dehaene I               | Jean-Luc Dehaene                               | CVP/PSC, SP/PS                                      | 7 maart 1992      | 23 juni 1995      | 1203  |
| 93  | Dehaene II              | Jean-Luc Dehaene                               | CVP/PSC, SP/PS                                      | 23 juni 1995      | 12 juli 1999      | 1480  |
| 94  | Verhofstadt I           | Guy Verhofstadt                                | VLD/PRL-FDF-MCC, SP/PS, Agalev/Ecolo                | 12 juli 1999      | 11 juli 2003      | 1460  |
| 95  | Verhofstadt II          | Guy Verhofstadt                                | VLD/MR, sp.a-Spirit/PS                              | 11 juli 2003      | 21 december 2007  | 1624  |
| 96  | Verhofstadt III         | Guy Verhofstadt                                | CD&V/cdH, Open Vld/MR, PS                           | 21 december 2007  | 20 maart 2008     | 90    |
| 97  | Leterme I               | Yves Leterme                                   | CD&V/cdH, Open Vld/MR, PS                           | 20 maart 2008     | 30 december 2008  | 285   |
| 98  | Van Rompuy              | Herman Van Rompuy                              | CD&V/cdH, Open Vld/MR, PS                           | 30 december 2008  | 25 november 2009  | 330   |
| 99  | Leterme II              | Yves Leterme                                   | CD&V/cdH, Open Vld/MR, PS                           | 25 november 2009  | 6 december 2011   | 741   |
| 100 | Di Rupo                 | Elio Di Rupo                                   | PS/sp.a, Open Vld/MR, CD&V/cdH                      | 6 december 2011   | 11 oktober 2014   | 1040  |
| 101 | Michel I                | Charles Michel                                 | MR/Open Vld, N-VA, CD&V                             | 11 oktober 2014   | 9 december 2018   | 1520  |
| 102 | Michel II               | Charles Michel                                 | MR/Open Vld, CD&V                                   | 9 december 2018   | 27 oktober 2019   | 322   |
| 103 | Wilmès I                | Sophie Wilmès                                  | MR/Open Vld, CD&V                                   | 27 oktober 2019   | 17 maart 2020     | 142   |
| 104 | Wilmès II               | Sophie Wilmès                                  | MR/Open Vld, CD&V                                   | 17 maart 2020     | 1 oktober 2020    | 198   |
| 105 | De Croo                 | Alexander De Croo                              | Open Vld/MR, PS/sp.a Ecolo/Groen, CD&V              | 1 oktober 2020    | 3 februari 2025   | 1586  |
| 106 | De Wever                | Bart De Wever                                  | N-VA, MR, Les Engagés, Vooruit, CD&V                | 3 februari 2025   | heden             | 122   |

### Historische lijsten van Belgische ministers
- Lijst van Belgische ministers van Arbeid en Sociale Voorzorg
- Lijst van Belgische ministers van Begroting
- Lijst van Belgische ministers van Binnenlandse Zaken
- Lijst van Belgische ministers van Buitenlandse Handel
- Lijst van Belgische ministers van Buitenlandse Zaken
- Lijst van Belgische ministers van Cultuur en Wetenschappen
- Lijst van Belgische ministers van Defensie
- Lijst van Belgische ministers van Economische Zaken
- Lijst van Belgische ministers van Energie
- Lijst van Belgische ministers van Financiën
- Lijst van Belgische ministers van Institutionele Hervormingen
- Lijst van Belgische ministers van Justitie
- Lijst van Belgische ministers van Koloniën
- Lijst van Belgische ministers van Landbouw
- Lijst van Belgische ministers van Middenstand
- Lijst van Belgische ministers van Onderwijs
- Lijst van Belgische ministers van Ontwikkelingssamenwerking
- Lijst van Belgische ministers van Openbaar Ambt
- Lijst van Belgische ministers van Openbare Werken
- Lijst van Belgische ministers van Ravitaillering en Wederopbouw
- Lijst van Belgische ministers van Verkeerswezen
- Lijst van Belgische ministers van Volksgezondheid

### Gemeenschaps- en gewestregeringen
- Overzicht van Vlaamse Regeringen
- Overzicht van Brusselse Hoofdstedelijke Regeringen
- Overzicht van Waalse Regeringen
- Overzicht van Franse Gemeenschapsregeringen
- Overzicht van Duitstalige Gemeenschapsregeringen